# Mennonite Christian Fellowship
Las iglesias Mennonite Christian Fellowship, o simplemente las iglesias Fellowship, son un grupo de menonitas amish dentro de la fe y la tradición conservadora anabaptista. 
La Iglesia se formó a fines de la década de 1950 como una división de los Beachy Amish. Muchos miembros provienen de antecedentes amish.  
El grupo es teológica e históricamente similar a la circunscripción Beachy Amish. Tienen un pensamiento algo más cercano a los menonitas conservadores en cuestiones de doctrina y conservadurismo.

## Literatura
- Mennonite Church Directory, Harrisonburg, Virginia, 2007.
- Miller, A.A. (editor): The Origin of the Fellowship Churches, Renick, West Virginia, 2004.
- Miller, D. (editor): Amish Mennonite Directory 2005. Millersburg, Ohio, 2005.
- Yoder, Elmer S.: The Beachy Amish Mennonite Fellowship Churches. Sugarcreek, Ohio, 1987.